# 近衛篤麿
近衛篤麿（日语：／ Konoe Atsumaro；1863年8月10日—1904年1月1日）日本明治后期华族、政治家，号霞山，公爵。為東亞同文會創設人。

## 生平
曾担任日本贵族院第三任议长、第7任学習院院長、帝国教育会首任会長。本姓藤原。后来日本首相近卫文麿之父。
1. ↑  . Aichi University.   [2021-11-01]. （原始内容存档于2022-03-03）.